# Manfred z Clary-Aldringenu
Hrabě Manfred z Clary-Aldringenu (německy Manfred Graf von Clary und Aldringen, 30. května 1852 Vídeň – 12. února 1928 Salcburk) byl rakouský šlechtic z rodu Clary-Aldringenů a politik. V roce 1899 zastával funkci ministerského předsedy Předlitavska a stal se nejvýznamnějším členem svého rodu v 19. století.

## Biografie
Narodil se jako syn Edmunda Mořice z Clary-Aldringenu a jeho manželky Alžběty Alexandry z Ficquelmontu. 
Studoval právní vědy na univerzitě ve Vídni, v roce 1877 vstoupil do státní služby. Od 2. února 1896 do roku 1898 zastával pozici slezského zemského prezidenta.
Jako významný politik zrušil Gautschova jazyková nařízení (v únoru 1898 nahradila Badeniho jazyková nařízení, která přikazovala, aby se úřední věci vyřizovaly v jazyce strany, čímž se snažil zavést češtinu jako úřední jazyk, což vzbudilo vídeňský odpor a Badeni musel odstoupit). V období od 2. října do 21. prosince 1899 působil jako předseda rakouské vlády a do povědomí se zapsal právě zrušením tohoto nařízení, čímž vzbudil odpor tentokrát na české straně a na funkci musel rezignovat. Od 1. prosince 1898 až do roku 1918 byl místodržitelem ve Štýrsku. Mimo to byl dlouholetým členem Panské sněmovny Říšské rady.
V roce 1884 se ve Vídni oženil s hraběnkou Františkou Pejačević (1859–1938), bohatou dědičkou chorvatského rodu Pejačevićů, dcerou Ladislava Pejačeviće. Měli spolu čtyři děti.
- 1. Edmund z Clary-Aldringenu (2. 5. 1885 Vídeň – 10. 7. 1953 Salcburk), manž. 1911 hraběnka Margarita z Lodron-Laterano a Castelromano (26. 8. 1889 Himmelberg – 18. 3. 1949 Salcburk)[5][6]
- 2. Marie Karolína z Clary-Aldringenu (19. 5. 1886 Vídeň – 11. 7. 1979 tamtéž), manž. 1918 hrabě Josef Hardegg (17. 12. 1876 Vídeň – 18. 2. 1945 tamtéž)[7][8]
- 3. Ladislav z Clary-Aldringenu (11. 7. 1888 Seebenstein – 12. 2. 1895 Klagenfurt)[9]
- 4. Dorotea z Clary-Aldringenu (30. 10. 1892 Vídeň – 29. 4. 1976 Salcburk), svobodná a bezdětná[10]